# مارسيل فريمان
مارسيل فريمان (بالإنجليزية: Marcel Freeman)‏ هو لاعب كرة مضرب أمريكي، ولد في 30 مارس 1960 في بورت واشنطن في الولايات المتحدة.

## وصلات خارجية
- مارسيل فريمان على موقع رابطة محترفي التنس (الإنجليزية)
- مارسيل فريمان على موقع الاتحاد الدولي لكرة المضرب (الإنجليزية)
- مارسيل فريمان على موقع خلاصة التنس.كوم (الإنجليزية)